# Интернет в России
Российский Интернет или Интернет в России, иногда Руне́т (в одном из значений этого многозначного термина) — часть Интернета на территории России и связанные с ним предпринимательская деятельность, общественная деятельность, культурная и политическая деятельность. В основном на русском языке, но также на английском и языках других народов России. Некоторые российские сайты имеют версии на разных языках, например, «Яндекс» доступен на татарском и турецком языках.
В 2009 году доля интернет-экономики составила 1,6 % ВВП или 19,3 миллиарда долларов. Тогда Россия по доле интернет-экономики в ВВП находилась на уровне Испании (2,2 %) и Италии (1,9 %). Вклад интернет-экономики в ВВП России к 2015 году составил 2,3 % ВВП.
Российский Интернет не отличается такой жёсткой цензурой и фильтрацией, как Интернет в Китае (см. Великий китайский файрвол) c его 450 миллионами пользователей, несмотря на очень популярные собственные поисковики и почтовые сервисы. Более того, Рунет во многом ориентирован на зарубежные рынки. На российском рынке присутствуют крупные интернет-компании, такие, как Google и другие. Российские пользователи Интернета пользуются и участвуют в работе таких иностранных сайтов, как Google, Википедия, YouTube, Facebook, Живой Журнал, Твиттер, Blogger. Многие ресурсы Рунета принадлежат иностранным компаниям.
У России есть три доменных зоны: .ru, .рф и .su.Некоторые популярные российские сайты (например, «ВКонтакте») расположены не в российских доменах. Домен .рус не является национальным или государтвенным — он имеет общий статус (generic), управляется негосударственной компанией «Русские имена», предназначен для создания сайтов на русском языке вне зависимости от государственной привязки.
На территории России действует Единый реестр запрещённых сайтов, который регламентирует доступ к ресурсам через российских провайдеров, в то время как зарубежные провайдеры и зарубежные русскоязычные сайты этим правилам не подчиняются. В планах российских властей также обязательное внедрение государственного поисковика в госучреждениях на территории страны.
В марте 2019 года стало известно, что Вооружённые силы России приступили к созданию военного «автономного Интернета» (WAN). Закрытая система обмена цифровой информацией получила название МТСС (мультисервисная транспортная сеть связи) и не будет иметь точек обмена трафиком, связывающих её с мировым Интернетом. По мнению экспертов, МТСС должна обеспечить электронную безопасность России и, как ожидается, сможет стать сегментом суверенного российского Интернета.
В 2020 году президент РФ Владимир Путин наградил нескольких деятелей Рунета медалью ордена «За заслуги перед Отечеством» II степени — за их общие «заслуги в становлении и развитии российского сегмента информационно-телекоммуникационной сети „Интернет“».

## История
7 апреля 1994 года — в этот день международный сетевой центр InterNIC официально зарегистрировал национальный домен верхнего уровня .ru для Российской Федерации.
Перечень избранных особо важных событий, связанных с историей русскоязычного Интернета, в том числе Интернета в России, ведётся в статье «Интернет на русском языке» в разделе «История».
6 февраля 2025 года PTI (Public Technical Identifiers — «Открытые технические идентификаторы») направило уведомление администратору домена .su, в котором проинформировало о запланированном поэтапном отказе от использования домена к 2030 году. Решение принято согласно политике вывода из эксплуатации национальных доменов верхнего уровня, разработанной «Организацией поддержки национальных имён» (Country Code Names Supporting Organization, ccNSO) в 2022 году. Согласно которой, в случае исключения страны из стандарта ISO 3166-1, ее национальный домен должен быть выведен из эксплуатации по истечении 5 лет (переходный период), который может быть продлен еще на 5 лет.

## Пользователи

Российские IPv4-адреса

По уровню доступа к информационным технологиям Россия находится в верхней трети рейтинга (на 48-м месте из 159 стран), и это лучший результат среди стран СНГ. При этом темпы роста превосходят западные[обновить данные].
По итогам весны 2016 года в России насчитывалось 83 млн интернет-пользователей старше 12 лет (тех, кто выходит в интернет каждый месяц), что составляет 57 % от населения страны. Динамика роста российской интернет-аудитории с 2000 по 2010 годы составила 1826 %.
По состоянию на 2012 год, 40 % семей в России обеспечены широкополосным доступом в Интернет (не менее одного мегабита в секунду).
В конце 2010 года, согласно отчёту Morgan Stanley, Россия вошла в пятёрку стран с самым большим интернет-рынком. Согласно данным исследования Яндекса, интернет-аудитория в России составляла 60 млн пользователей или 42 % населения. Согласно этим же данным, интернет-аудитория в России за последний год выросла на 31 % — это самый быстрый рост в пятёрке. По данным 2015 года, 84 % пользователей интернета в течение месяца используют для выхода в сеть больше одного устройства — например, рабочий и домашний компьютеры или компьютер и мобильное устройство.
В сентябре 2011 года Россия обогнала Германию по количеству интернет-пользователей и впервые заняла первое место в Европе.
В период зимы 2017—2018, по данным фонда «Общественное мнение», хотя бы раз в месяц интернетом пользуются 74,7 миллиона совершеннолетних жителей.
По данным Директ ИНФО, весной 2014 года уровень проникновения фиксированного широкополосного доступа в интернет по домохозяйствам достиг в Москве 88,6 % или 3,9 млн. По сравнению с 2013 годом рынок вырос всего на 2 %, что говорит о его полном насыщении. Иная ситуация пока сохраняется по России в целом, где уровень проникновения по домохозяйствам приблизился по итогам 2013 года к 50 % или почти 30 млн домохозяйств.
По данным «TNS Россия» апреля 2014 года, российская аудитория «ВКонтакте» составила 52,1 млн человек, «Одноклассников» — 41 млн, Facebook — 23,8 млн.
В мае 2014 года министр связи и массовых коммуникаций Российской Федерации Николай Никифоров заявил, что аудитория российского сегмента интернета составила 68 млн человек, а 56 млн пользователей выходят в сеть ежедневно.
В 2015 году проникновение интернета в целом по России достигло отметки в 70,4 %. Число пользователей интернета за год выросло на 4 млн человек, достигнув отметки в 84 млн человек, а с мобильных устройств в интернет впервые вышло чуть более 50 млн человек за год.
В 2016 году аудитория интернета в России сохранилась на уровне 84—86 млн человек, при этом суточная аудитория интернета выросла, россияне стали выходить в сеть чаще и оставаться там дольше.
На 21 января 2018 года, по данным ВЦИОМ, пользовались интернетом 80 % совершеннолетних россиян, по данным на 30 июня 2019 года, 67 % опрошенных — практически ежедневно.
К 2024 году Россия вышла на первое место в Европе по количеству пользователей интернета — 85 % жителей страны старше 12 лет или 103 млн человек. 84 % россиян проводят в сети более 3 часов в день. Подключены к интернету 100 % социально значимых объектов, к широкополосному интернету — 86,4 % домохозяйств, 93,3 % населённых пунктов с количеством жителей превышающим 2000 человек охвачены сетями LTE.

### Посещаемые сайты
Самыми популярными сайтами в России, по данным Alexa Internet на июль 2019 года, являются следующие: YouTube, Яндекс, ВКонтакте, Google, Mail.Ru, Avito.ru, Одноклассники, Википедия, AliExpress и Instagram.

### Трафик по протоколам
В России доля BitTorrent-трафика у провайдеров составляет, по разным оценкам, от 50 до 70 %. По данным 2012 года, самый популярный трекер — Rutracker.org — входил в двадцатку самых посещаемых ресурсов и, по подсчёту TNS, на него заходили 1,2 миллиона уникальных посетителей в день.
В начале 2013 года в сети «Акадо» торренты были основными ресурсами, с которых абоненты получали видеоконтент, доля онлайн-видео была значительно ниже. В 2014 году на онлайн-видео приходилось 37 % всего трафика, тогда как на торренты — 27 %. На посещение интернет-сайтов по-прежнему приходится 12-15 % трафика. В США же уже в 2011 году на первом месте был онлайн-трафик Netflix с 29,7 %.
В декабре 2004 года «Корбина Телеком» приступила к реализации в Москве проекта «Интернет2», одной из отличительных особенностей которого является использование протокола передачи данных IPv6. В 2012 году в России 1 % пользователей использовал протокол IPv6.
В 2014 году, по словам президента Совета Швейцарии по вопросам внедрения IPv6 Сильвии Хаген, в России интернет-протокол IPv6 используют 13 % сетей и 34 % веб-порталов. Она отметила, что «у России хорошие показатели по проникновению IPv6 на операторском уровне и на уровне контент-провайдеров, где этот показатель составляет, соответственно, 43 % и 33,8 %. В то же время только около 0,25 % российских интернет-пользователей подключаются к интернету по IPv6». По данным сайта Cisco, на июль 2019 года в России степень охвата IPv6 оценивается в 21,54 % (в то же время на Украине — 18,54 %, в Белоруссии — 21,74 %, в Бельгии — 63,74 %, в Германии — 59,11 %, в США — 51,68 %). Статистика Google показывает распространение IPv6 в России в 3,37 % по состоянию на июль 2019 года.

## Российские сайты
В России локальные игроки удерживают более 50 % рынка по аудитории, в которой работают.
Согласно исследованию 2011 года, более 70 % пользователей ежедневно читают новости.
В 2014 году компания Яндекс исследовала российскую интернет-медиасферу, описав новостные издания и их аудиторию. По данным Яндекс. Новостей, каждый день российские СМИ публикуют в интернете около 47 тысяч сообщений. По данным Яндекс. Метрики на лето 2014, каждый четвёртый пользователь интернета в России хотя бы раз в месяц заходит на сайты отечественных СМИ. Однако активных потребителей контента среди читателей новостей немного. Только 4 % российских пользователей (15 % от всех читателей новостей) просматривают на новостных сайтах по 30 и больше страниц в месяц. Почти половина читателей новостей в течение месяца пользуются только одним источником, ещё четверть читают новости на двух-трёх сайтах.

## Вклад Интернета в экономику России
Доклад «Экономика Рунета 2013» Российской ассоциации электронных коммуникаций (РАЭК) и Высшей школы экономики прогнозировал, что экономика российского Интернета вырастет по итогам 2013 года на 26 % и составит более 700 млрд рублей.
Летом 2014 года на встрече с представителями интернет-компаний Владимир Путин заявил, что «Из средства общения интернет у нас в стране превратился в очень прибыльный бизнес. Напомню, что это 8,5 % ВВП страны. Так или иначе рынки, вовлечённые в бизнес в интернете, — это свыше 5 трлн руб. Это большая бизнес-среда».
Эксперты Совета при президенте РФ по развитию гражданского общества и правам человека в качестве аргумента против установки интернет-фильтров и введения цензуры в Интернете привели факт, что снижение скорости интернета на 20 % приводит к падению ВВП на 5 %.
В октябре 2014 года в исследовании «Экономика рунета 2013—2014» сообщалось, что объём российского сегмента интернет-рынка по итогам 2013 года составил 1,13 трлн руб., достигнув 1,6 % ВВП России. В течение 2014—2015 годов эксперты ждут замедления роста российского интернет-бизнеса из-за экономического спада и снижения покупательской активности.

### Международный бизнес и услуги зарубежных компаний
По итогам 2013 г., за границей совершали покупки 32 % покупателей, на 3 млрд $. В первом полугодии 2014 г. 70 % активных российских интернет-пользователей делали покупки в Сети. Из них приобретения в зарубежных онлайн-магазинах совершали 38 %.

## Управление Интернетом в России
О начальных этапах данного процесса см. хронологию «История Рунета». Советский домен .su возник стихийно 19 сентября 1990 года в результате усилий по присоединению к зарубежным сетям (прежде всего EUNet) советской сети «Релком». С финской стороны домен регистрировал студент Университета Хельсинки Петри Ойала, с советской стороны — программист «Релкома» Вадим Антонов по указанию управленца «Релкома» Дмитрия Буркова. Создание домена .ru было инициировано в 1993 году одновременно несколькими конкурирующими сетями из числа «пионеров», из-за чего IANA приостановила процесс. Его удалось возобновить весной 1994 года, для чего при КИАЭ было создано «компромиссное» общественное учреждение РосНИИРОС, которому доверили соответствующие полномочия. Впоследствии было произведено несколько реформ и реструктуризаций управлением доменами и IP-адресами в РФ.
В 2010 году в Москве состоялся первый российский форум по управлению интернетом. По словам директора Координационного центра национального домена сети Интернет Андрея Колесникова, под понятием «управление Интернетом» подразумевается «треугольник — государство, общество и бизнес. Взаимоотношения между вот этими тремя элементами как в странах, так и на международном уровне».
Адресным пространством управляет ICANN.
В 2016 году советником президента РФ по делам Интернета в России был назначен Герман Клименко.

### Представительство России в международных организациях
В 2014 году вице-президент Mail.ru Group и председатель совета Российской ассоциации электронных коммуникаций (РАЭК) Михаил Якушев назначен вице-президентом корпорации ICANN по России, странам СНГ и Восточной Европы. Криптоофицером Западного центра ICANN до 2023 года являлся петербургский учёный Дмитрий Бурков, в прошлом занимавший несколько других должностей в разных зарубежных сетевых объединениях и в конце 1980-х—начале 1990-х. устанавливавший первые в СССР и РФ международные связи этого рода.

### Российские отраслевые объединения
За домены первого уровня в России отвечает Координационный центр национального домена сети Интернет. Вице-президент организации ICANN Михаил Якушев считает, что в отличие от стран, где доменами занимаются государственные органы «в Российской Федерации была образована совершенно независимая организация с мощным, сильным участием администрации связи, Министерства связи России, где реально никто не может сказать, что она кому-то принадлежит».

## Сетевая инфраструктура в России

### Провайдеры и точки обмена трафиком
Первой и крупнейшей точкой обмена трафиком считается MSK-IX в Москве, далее следует петербургская SPB-IX и т. п..
Некоторые провайдеры, имеющие важное историческое и инфраструктурное значение:
- Демос (провайдер)
- Релком
- Ростелеком (РТКомм.РУ)
- МегаФон (NetByNet, Синтерра)
- Мобильные ТелеСистемы (Комстар — Объединённые ТелеСистемы)
- Вымпел-Коммуникации (Корбина Телеком)
- ТрансТелеКом
- Йота

### Скорость доступа
В 2010 году Россия заняла 27 место в мире по скорости доступа в интернет, средняя скорость доступа составила 2,59 Мбит в секунду.
В 2014 году средняя скорость фиксированного доступа в интернет в России составила почти 24 Мбит/сек. По сообщениям СМИ, в среднем самый быстрый интернет — в городах Сибири.
В 2014 году уровни проникновения ШПД и платного телевидения в России составили 52 и 62 %, соответственно. К началу апреля 2014 г. в России насчитывалось 27,6 млн абонентов ШПД.
В 2014 году первое в мире место по скорости мобильного интернета, по отчёту Akamai, занял неназванный российский провайдер (в отчёте он обозначен как RU-1) с показателем 8,9 Мбит/с.
По данным OpenSignal, Россия с результатом 12,4 мегабита в секунду заняла 13-е место среди стран с самым быстрым LTE.

### Подключённые устройства
Россия находится на 10 месте в мире по количеству интернет-узлов.

## Ограничения

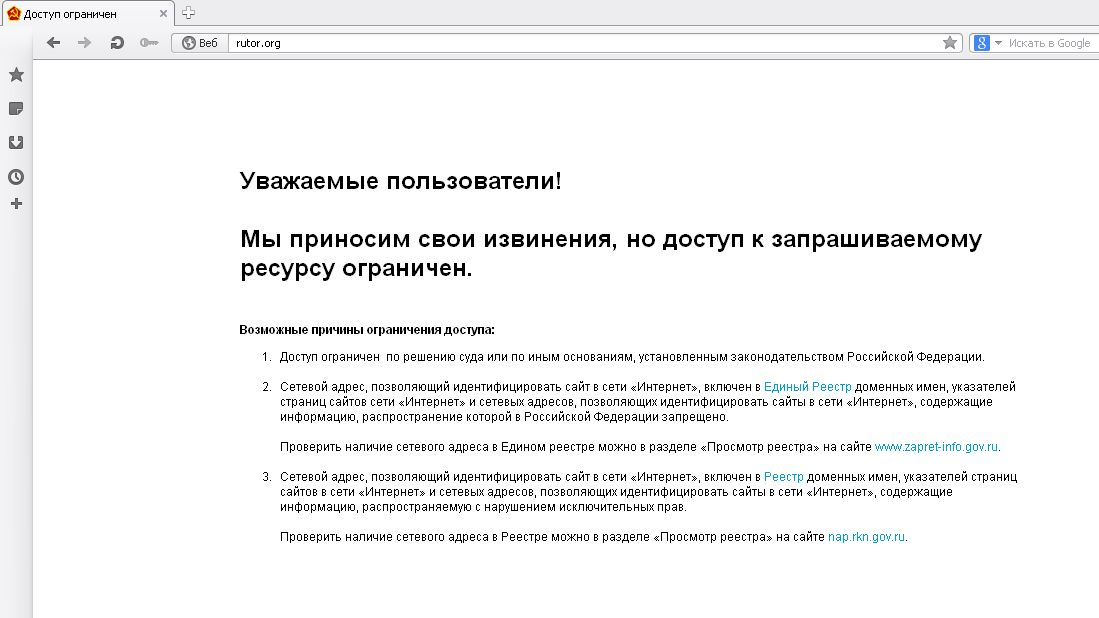
Торрент-трекер Rutor.org, заблокированный в России

«Количество случаев ограничения интернета в России ежегодно увеличивается в геометрической прогрессии», — считают правозащитники из Межрегиональной Ассоциации правозащитных организаций «АГОРА».

### Цензура и свобода
Долгое время российский интернет не подвергался цензуре. В вышедшем в 2019 году телесериале Андрея Лошака «Холивар. История Рунета» некоторые его герои говорят о том, что Владимир Путин на встрече с деятелями Рунета в 1999 году «пообещал 15 лет не трогать Рунет» и сдержал это обещание.
По данным организации Freedom House, в 2012 году интернет в России занимал 31 место из 60 стран по уровню свободы слова, и вошёл в категорию «частично свободный», было зарегистрировано 38 уголовных преследований интернет-активистов.
В 2012 году в силу вступил закон, позволяющий блокировать сайты с детской порнографией, пропагандой экстремизма, распространением наркотиков или призывами к самоубийству без решения суда. Однако критики закона отмечают, что реальные мотивы кроются в том, чтобы бороться с неугодными для правительства сайтами и таким образом установить политическую цензуру. Параллельно также был введён закон о клевете, который предполагает привлекать уголовную ответственность на журналистов и интернет-пользователей, которые оскорбляют политических деятелей, Единую Россию, вредят их имиджу и деловой репутации. Закон вызвал широкое негодование среди журналистов, утверждающих, что закон позволит подвергать российские СМИ жёсткой цензуре.
Введение законов о запрещённой информации и клевете, по данным Freedom House, опустило в 2013 году интернет в России с 31 места на 41 по уровню свободы слова. Уголовное преследование интернет-активистов возросло почти в 3 раза (103 случая против 38). Цензуре подвергается в основном политический, социальный или религиозный контент, а проправительственные комментаторы нередко манипулируют и направляют онлайн-дискуссии в нужное им русло. Вдобавок блогеры, которые ведут оппозиционные политические темы, подвергаются давлению.
В октябре 2013 года в Минкомсвязи был подготовлен проект приказа, который будет предоставлять ФСБ постоянный и прямой доступ к трафику, передаваемому через интернет, за период времени не менее чем 12 часов (см. СОРМ), таким образом, спецслужбы смогут свободно получить прямой доступ к IP-адресам, именам учётных записей и адресам электронной почты. Операторы заявили, что это нарушение конституции, права на неприкосновенность частной жизни. Приказ вступил в силу летом 2014 года.
В ноябре 2013 года Web Index составил рейтинг 81 стран по уровню свободы интернета, где Россия заняла 67 место. Сотрудники Google высказали своё опасения, что при настоящих тенденциях, в российском интернете в будущем может образоваться тотальная цензура, как в Китае.
1 февраля 2014 года вступил в силу закон, дающий право по требованию Генпрокуратуры без суда блокировать любые сайты, призывающие к массовым беспорядкам и другие «экстремистские материалы». Так, по новому закону был заблокирован ряд независимых интернет-ресурсов и блогов, наиболее известные из них: Каспаров.Ru, Грани.ру, Ежедневный журнал и блог Алексея Навального.
Однако появилось достаточно много способов обхода блокировок запрещённых ресурсов. Например, для браузеров Firefox или Chrome с их официальных сайтов можно установить расширения (плагины), позволяющее обходить запреты Роскомнадзора.
13 апреля 2015 года премьер-министр Дмитрий Медведев подписал постановление об утверждении правил осуществления контроля за деятельностью организаторов распространения информации в сети Интернет, связанной с хранением информации о фактах приёма, передачи, доставки и (или) обработки голосовой информации, письменного текста, изображений, звуков или иных электронных сообщений пользователей и информации об этих пользователях.
7 июля 2016 года президент Путин подписал так называемый «пакет Яровой», устанавливающий обязанность операторов связи по хранению всей передаваемой пользователями информации на срок до полугода.
26 января 2017 года Советник президента Герман Клименко предложил ограничить доступ к интернету по «Китайской» аналогии.
Доступность сайта в России можно проверить на сервисе Dostupno.

## Интернет в регионах
В 2013 и 2014 годах компания Яндекс представила исследования интернета в регионах России.

### По регионам России
- Географические домены в России
- Информационные технологии в Нижнем Новгороде#Нижегородский интернет
- Татнет
- Интернет в Бурятии
- Чувашский Интернет

## Общественное мнение
Согласно опросу Центра Юрия Левады сентября 2012 года, 63 % опрошенных россиян считали, что «в Интернете существует множество опасных сайтов и материалов, в связи с чем необходимо ввести цензуру в Интернете». Замдиректора Левада-центра Алексей Гражданкин рассказывал, что у социологов была «гипотеза» о том, что «слово „цензура“ имеет некую негативную коннотацию», но в результате оказалось, что слово «цензура» граждан не пугает.
В октябре 2012 года опрос Левада-центра показал, что 57 % россиян пользуются Интернетом и цели пользования Интернетом различаются в зависимости от принадлежности россиян к той или иной социально-демографической группе и того сторонниками какого политического деятеля они являются.
В 2013 году Левада-центр сообщил, что «партия интернета» за 4 года выросла с 9 % до 21 %, на 28 % упало доверие телевидению. Тем не менее, 65 % россиян считают выпуски новостей на федеральных телеканалах объективными.
Летом 2014 года данные опроса свидетельствовали, что Интернет не смог заменить россиянам ТВ в качестве источника информации. Абсолютное большинство россиян (90 %) получает информацию о событиях в стране и мире из телевизора, среди москвичей это число даже выше — 93 %. Больше половины населения (55 %) узнаёт новости из единственного источника, в основном телевидения. Из интернет-изданий узнают новости 24 % россиян. Доля потребителей их информации значительно выросла по сравнению с 2009 годом — тогда она составила 9 %. В Москве доля читателей интернет-изданий достигла 42 %. Из социальных сетей получают информацию 15 % россиян и четверть москвичей. 46 % пользователей заходят в интернет, чтобы найти нужную информацию и для общения, лишь 34 % — за новостями.
По данным опроса Левада-центра в 2014 году, более половины россиян (54 %) считает допустимым введение цензуры в Интернете, треть опрошенных (31 %) — категорически против. Среди интернет-пользователей число противников интернет-цензуры в три раза выше, чем среди тех респондентов, кто Интернетом не пользуется.